# 나카가와 쇼코
나카가와 쇼코(일본어: 中川 翔子 なかがわ しょうこ[*], 1985년 5월 5일 ~)는 일본의 멀티 탤런트(만능 엔터테이너)이다.
쇼코탄의 애칭으로도 알려진 그녀는 포켓몬 선데이의 사회자, 애니메이션 천원돌파 글렌 라간의 오프닝 테마 가수로 가장 잘 알려져 있다.

## 출연

### 영화
- 패스트 앤 퓨리어스: 도쿄 드리프트 (2006년) - 카메오 출연

### TV

#### 드라마
- 군사 칸베에（2014년, 대하드라마（NHK））-　오쿠니 역

### 극장판 애니메이션
포켓몬스터
- 디아루가 VS 펄기아 VS 다크라이 (2007년) - 마키 역
- 기라티나와 하늘의 꽃다발 쉐이미 (2008년)
- 아르세우스 초극의 시공으로 (2009년)
- 환영의 패왕 조로아크 (2010년)
- 비크티니와 흑의 영웅 제크로무·비크티니와 백의 영웅 레시라무 (2011년)

## 음반 목록

### 싱글
1. Brilliant Dream (2006년 7월 5일)
2. 스트로베리 melody (2007년 2월 14일)
3. 소라이로 데이즈 (2007년 6월 27일)
4. snow tears (2008년 1월 30일)
5. Shiny GATE (2008년 8월 6일)
6. 츠즈쿠 세카이 (2008년 9월 10일)
7. 키레이 알라모드 (2008년 10월 22일)
8. 나미다노타네/에가오노하나 (2009년 4월 29일)
9. 코코로노 안테나 (2009년 7월 15일)
10. 아리가토노 에가오 (2009년 10월 14일)
11. RAY OF LIGHT (2010년 4월 28일)

### 정규 음반
1. Big☆Bang!!! (2008년 3월 19일)
2. Magic Time (2009년 1월 1일)

### 그 외
1. Judy and Mary 15th Anniversary Tribute Album (2009년 3월 18일)
10. 소바카스
2. Deco*27 - ラブカレンダー (2012년 7월 25일)
3. 달콤한 거처(甘宿り) feat.中川翔子